# Dasysternum tibetanam
Dasysternum tibetanam là một loài bướm đêm trong họ Noctuidae.